# Полонне
Поло́нне — місто в Україні, центр Полонської міської громади у Шепетівському районі Хмельницької області. Одне з найдревніших міст України — відоме з 996 року.

## Географія
Лежить на межі лісостепової та поліської зон. Пересічна температура січня −5,6 °C, липня +18,2 °C. Опадів 628 мм.
Місто розташоване на річці Хомора, за 104 км від Хмельницького. У межах міста розташована залізнична станція Полонне та залізнична станція Понінка на лінії Шепетівка—Бердичів. Через місто проходять дороги Т 2309 Шепетівка—Бердичів та Т 0612 Звягель—Старокостянтинів.

## Назва
Про Хомору та «град Полоний в лузі Хоморном» згадується в літописах Київської Русі, зокрема Іпатіївському та Лаврентіївському літописах. Місто називалося по-різному: «Полонноє», «Полони», «Польний», «Полний», а в давніх актах — «Полонная», «Полонне», «Полонне Великое», «Полонне Новоє». Щодо походження назви на сьогодні існує декілька версій. Дехто вважає що вона пішла від назви території, де жили поляни, Полянської землі, інші — від слова «полонити», брати в полон. Проте основною вважається така версія: назву місту дало поняття «полонь» — луг, сіножать, безлісе місце. М. Толстой, видатний славіст, академік, в 1969 році виконав детальний аналіз цього слова : «На Поліссі чистий простір лук серед лісу чи боліт, іноді біля річки, називається полонь чи болонь. Обидві форми не співіснують в одних і тих же говірках і можуть бути розмежовані географічно. В західній частині СРСР — полонь». Згідно з «Етимологічним словником літописних географічних назв Південної Русі» назва міста утворилася семантичним способом від давньоруського «полонина» (лука, луг) до «полоня» — «відкритий простір, який не поріс деревами й кущами». Ця версія підтверджується існуванням в старій частині міста місцевості під назвою «оболонь» (заплавні луки) — що, по суті, тотожне поняттю «полонь». Полонне перебуває на межі лісу та поля, Полісся та Лісостепу. На такій самій межі неподалік знаходяться села Поляна, Полянь і Полянка. Спільний корінь «поле» в усіх цих назвах і їх схоже розміщення додають додаткової ваги твердженню, що назва міста відображає його розташування і вигляд — безлісе місце над річкою.

Іншими мовами назва міста пишеться так: англійською — Polonne, польською — Połonne, російською — Полонное, їдиш — פולנאה.

## Історія

### Перша згадка про Полонне
Полонне декілька раз згадується в давньоруських Іпатіївському та Лаврентіївському літописах. Одна з згадок говорить, що у 1169 році половці, заглибившись у володіння Київського князівства, дійшли до міста Полонного, яке належало київській Десятинній церкві: «Половцѣ ѣхаша за Къıѥвъ воѥватъ и приѣхаша к Полному къ ст҃ѣи Бц҃ѣ граду к десѧтиньному … и взѧша села безъ оутеча с людми с мужи и с женами конѣ и скотъı и ѡвцѣ погнаша в Половцѣ». З літописів відомо, що в 996 році Володимир Великий завершив будівництво Десятинної церкви і приписав їй десяту частину своїх «градів» (міст). Серед них було і Полонне, недарма літописець називає його «святої Богородиці град Десятинний».
Археологічні дослідження 1992—1993 років, проведені в Полонному археологічною експедицією Кам'янець-Подільського педагогічного інституту під керівництвом академіка Винокура І. С., підтвердили існування укріпленого городища площею приблизно 8,2 га в X-XIII ст. Укріплення знаходилося в районі сучасної ветеринарної лікарні, на природному підвищенні, яке оточене водами річки Хомори і фактично є півостровом.

Під час проведення міжнародної науково-практичної конференції 15-17 червня 1995 року «Місту Полонному — 1000 років» академік Іон Винокур заявив таке: «Що ж стосується історії Полонного епохи Київської Русі, то, крім літописних згадок про місто, ми маємо на основі археологічних розвідкових робіт 1992—1993 років матеріали, які датуються від X до XIII століть…
…Саме з 996 роком можна пов'язати найдавнішу згадку про Полонне».

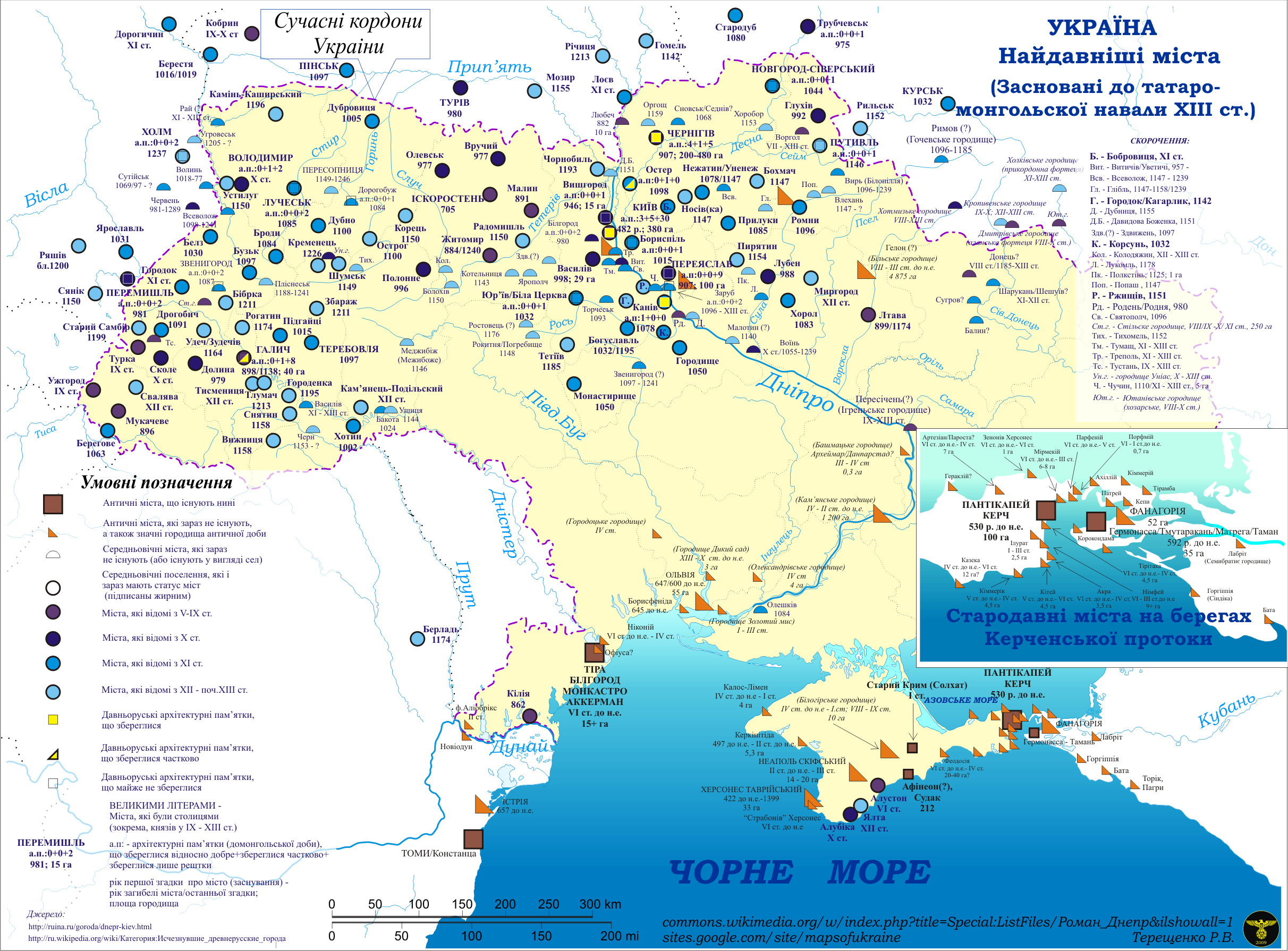
Найдавніші міста України

### Давня історія

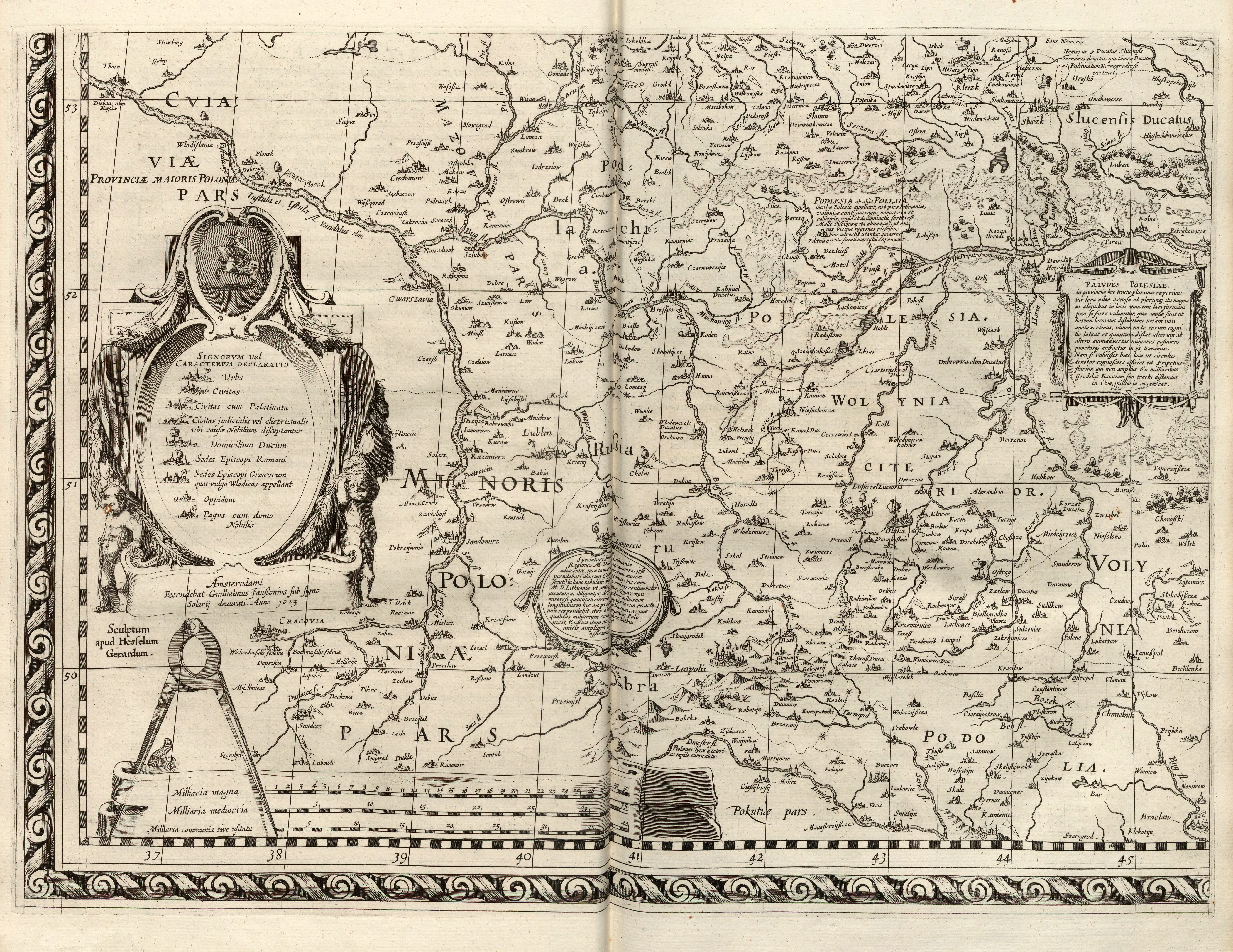
Полонне на мапі Великого князівства Литовського, 1613 (квадрат 51-45)

996 року князь Володимир Святославович приписав Полонне до київської Десятинної церкви. Спочатку місто належало Великим князям Київським; бували великі князі Володимир Святославович, Ярослав Мудрий, в 1170 році жив удільний князь Володимир Мстиславович. 1195 рік київський князь Юрій віддає Полонне своєму зятеви Роману Мстиславовичу — правителю Волині. З цього часу і по сьогодні місто є складовою Великої Волині. Після утворення Галицько-Волинського князівства Полонне ввійшло до його складу. Стояв зі своєю раттю біля Полонного король Данило Романович — тоді власник міста.
Для захисту від кочівників на природній височині було зведено замок-фортецю із земляними валами, дерев'яним частоколом. Лаврентіївський літопис повідомляє, що 1169 року половці підійшли до Полонного і захопили багато людей і худоби з навколишніх сіл, проте фортецю не здобули. Місто, очевидно, було зруйноване монголо-татарами в 1240 році.
У XIII столітті в Полонному існував православний монастир.
Протягом віків місто Полонне було відоме своїми ремісниками. Завдяки отриманому містом у другій половині XVI ст. магдебурзькому праву ремесла набувають надзвичайного[джерело?] розвитку, створюються ремісничі цехи. В XVI—XVIII століттях через місто проходив «Київський шлях», південна гілка шляху, що вела з Києва на Волинь.
В угоді від 1366 р. польського короля Казимира III з великим князем Дмитром-Любартом Полонне згадується серед «мурованих» міст. 1494 року місто було надане князю Костянтину Острозькому. 1510 р. на місці укріпленого посаду князь Костянтин Острозький будує нову фортецю. 1569 рік Полонним заволодів польський шляхтич Альбрехт Ласький, наступного 1570 p. він передав місто королю.
1640 р. князь, краківський воєвода Станіслав Любомирський сприяє укріпленню центру міста бастіонним п'ятикутним на плані оборонним валом за голландською системою і фортечними мурами. Автором перебудови був італійський архітектор Матео Трапола.
З 1648 року Полонне було сотенним містом Волинського полку в Українській державі Богдана Хмельницького.
Коронний референдар, теребовлянський староста Стефан Потоцький підписувався як «пан на Чорткові та Полонному».
11 грудня 1766 р. король Станіслав ІІ Август Понятовський підтвердив права міста на прохання його тогочасного власника — князя Марціна Єжи Любомирського (†1811), сина казімірського старости Антонія Бенедикта (†1761). Імовірно, тоді ж виник історичний герб Полонного з зображенням християнського патрона князя — Святого Мартина верхи на коні.

В XIX — початку XX ст. місто було центром Полонської волості.

Наперекір руйнівним війнам, у місті залишились історичні пам'ятки сивої давнини: територія оборонної фортеці ХІІ ст., земляні вали, залишки замку на історичній Татарській вулиці.

### Голодомор
Села Забілиння, Горошки, Гамарня, Беркути, Бортники (нині в складі Полонного) постраждали в часі Голодомору 1932—1933 років, за різними даними, померло приблизно 3200 людей, у Ново-Полонному — 70 людей, у Правохоморному — 15 людей, у самому тогочасному Полонному  — лише встановлених 507 жертв.
1938 року надано статус міста.

### Декомунізація
Згідно із Законом України «Про засудження комуністичного та націонал-соціалістичного (нацистського) тоталітарних режимів в Україні та заборону пропаганди їхньої символіки» № 317-VIII, який був прийнятий Верховною Радою України 9 квітня 2015 року, зміні назв підлягають топоніми (географічні назви та назви вулиць і підприємств населених пунктів України), що мають комуністичне походження. Рішенням вісімнадцятої чергової сесії Полонської міської ради об'єднаної територіальної громади від 08 грудня 2016 року за № 6 «Про зміну назв (перейменування) вулиць і провулків м. Полонне» перейменовано:
| №п/п | Стара назва        | Пропозиція нової назви |
| ---- | ------------------ | ---------------------- |
| 1    | Дзержинського      | Костюшка               |
| 2    | Горького           | Десятинна              |
| 3    | Мануїльського      | Миропільська           |
| 4    | Калініна           | Вишнева                |
| 5    | К. Маркса          | Лисогірська            |
| 6    | Свердлова          | Соборна                |
| 7    | Щербакова          | Січових Стрільців      |
| 8    | Димитрова          | Сибірякова             |
| 9    | Р. Люксембург      | Хойнацького            |
| 10   | Котовського        | Чумацька               |
| 11   | Тельмана           | Довгалі                |
| 12   | Чапаєва            | Данила Галицького      |
| 13   | Енгельса           | Івана Мазепи           |
| 14   | 3. Космодемянської | Волинська              |
| 15   | Фурманова          | Косачів                |
| 16   | К. Цеткін          | Княгині Ольги          |
| 17   | Лазо               | Івана Кожедуба         |
| 18   | Орджонікідзе       | Сковороди              |
| 19   | КІМа               | Героїв Крут            |
| 20   | Фрунзе             | Виговського            |
| 21   | Провулок Кірова    | Провулок В'язки        |
| 22   | Куйбишева          | Довженка               |
| 23   | Артема             | Лео Мола               |
| 24   | Білякова           | Чорновола              |
| 25   | Антиповича         | Василя Остапчука       |
| 26   | Крилова            | Князя Романа           |
| 27   | Чкалова            | Бортницька             |
| 28   | Чернишевського     | Горошківська           |
| 29   | Кутузова           | Умивальня              |
| 30   | Жукова             | Виноградна             |
| 31   | Павлова            | Дружня                 |
| 32   | Колгоспна          | Правохоморна           |
| 33   | Суворова           | Генерала Григоренка    |
| 34   | Попова             | Гончарна               |
| 35   | Рибалка            | Степана Бандери        |
| 36   | Матросова          | Тернова                |
| 37   | Пугачова           | Беркути                |
| 38   | Кошового           | Романа Шухевича        |
| 39   | Старченка          | Святих Старців         |
| 40   | Байдукова          | Вербицького            |
| 41   | Лізи Чайкіної      | Василя Симоненка       |
| 42   | Островського       | Олени Пчілки           |
| 43   | Мічуріна           | Драгоманова            |
| 44   | Ватутіна           | Сонячна                |

До Полонського суду звернулися двоє полончан щодо перейменування вулиць «Старченка» і «Кутузова» на «Йоанна Павла II», «Умивальня» відповідно. Вони запевняють, що вулиці перейменували без обговорення громадськості, рекомендацій Українського інституту національної пам'яті. Тому просили рішення Полонської міської ради про перейменування вулиць скасувати. Полонський районний суд, дослідивши матеріали справи, задовольнив позов позивачів. Відтак назви цих вулиць Полонного переглянуть.

## Населення
Населення 22 217 мешканців (станом на 1 січня 2010). На 1 січня 2011 року населення становило 21 999 осіб
| 5 (без околиць)                        | 3,7 (без околиць) | 16,3 (з околицями) | 13,0 (без околиць) | 22,3 (з околицями) | 16,4 (місто) | 13,8 (місто) | 19,8 (місто) | 24,5 (місто) | 24,7 (місто) | 22,2 (місто) | 20,1 (місто) |
| В період з 1629 по 2022 рік (тис. ос.) |                   |                    |                    |                    |              |              |              |              |              |              |              |

### Національний склад
Розподіл населення за національністю за даними перепису 2001 року:
| Національність  | Відсоток |
| --------------- | -------- |
| українці        | 91.19%   |
| поляки          | 5.82%    |
| росіяни         | 2.02%    |
| цигани          | 0.41%    |
| євреї           | 0.18%    |
| білоруси        | 0.13%    |
| інші/не вказали | 0.25%    |

## Населення

### Мова
Розподіл населення за рідною мовою за даними перепису 2001 року:
| Мова            | Кількість | Відсоток |
| --------------- | --------- | -------- |
| українська      | 22586     | 98.04%   |
| російська       | 374       | 1.62%    |
| циганська       | 27        | 0.12%    |
| польська        | 13        | 0.06%    |
| білоруська      | 9         | 0.04%    |
| єврейська       | 5         | 0.02%    |
| інші/не вказали | 23        | 0.10%    |
| Усього          | 23037     | 100%     |

## Економіка

Гранітний кар'єр Полонського гірничого комбінату

В основному в Полонному розвинені легка, харчова, будівельна промисловість. На 2011 рік у місті працюють:
- ВАТ «Полонський гірничий комбінат»;
- ТОВ «Полонне Траузес Фекторі»;
- Полонський спецкар'єр;
- ВАТ «Полонський КХП»;
- ЗАТ «Полонський хлібзавод»;
- Агрофірма «Маяк»;
- Полонська друкарня;
- 22 малі підприємства.

Станом на 01.01.2011 року в місті також зареєстровано понад 2000 суб'єктів підприємницької діяльності — фізичних осіб.

### Керамічне виробництво у Полонному
Вже наприкінці XIX ст. у Полонному діяло чотири підприємства по виробництву порцеляни та фаянсу: Завод А. С. Бахмутського, завод М.Шапіро-Ф.Зуссмана (Санітарного фаянсу), ляльковий завод А. Я. Брички та завод О. Г. Карміне, В. І. Полляка та В. В. Кліха «Богемія». Це пояснювалось, зокрема, наявністю покладів каоліну, вогнетривких глин та польового шпату практично на околиці міста.
Протягом XX століття діяли підприємства з виготовлення столового посуду — Полонський порцеляновий завод (ППЗ — колишній Шапіро-Зуссмана) та з виготовлення скульптури Полонський завод художньої кераміки (ПЗХК — колишній завод Брички — Артіль «Керамік»).
З 2009 року промислове порцелянове виробництво у місті припинено, проте досить поширене кустарне виробництво порцеляни та кераміки окремими підприємцями. Діє також оптовий ринок порцелянової продукції. У серпні 2013 р. вийшов у світ каталог продукції ПЗХК. У жовтні 2013 р. у Полонному відкрили музей порцеляни Полонного.

### Лісопильне виробництво
До 1917 року у місті працювала лісопилка (16 робітників).

## Освіта
Загальноосвітні заклади:
- Ліцей № 1, http://www.polgymnasium.km.ua/
- Ліцей № 2 імені О. Боброва, http://polonne-zosh2.edukit.km.ua/
- Ліцей № 3 імені М. Свінцицького, https://zosh3polonne.km.ua/
- Опорний заклад освіти Полонський ліцей № 4, https://polonne4.km.ua/
- Ліцей №7 імені М. Сливки
- Полонський професійний аграрний ліцей

Інші:
- Полонська художня школа
- Спортивна школа
- Будинок творчості школярів
- Полонська станція юних туристів «Обрій»
- Полонська музична школа

## Релігія

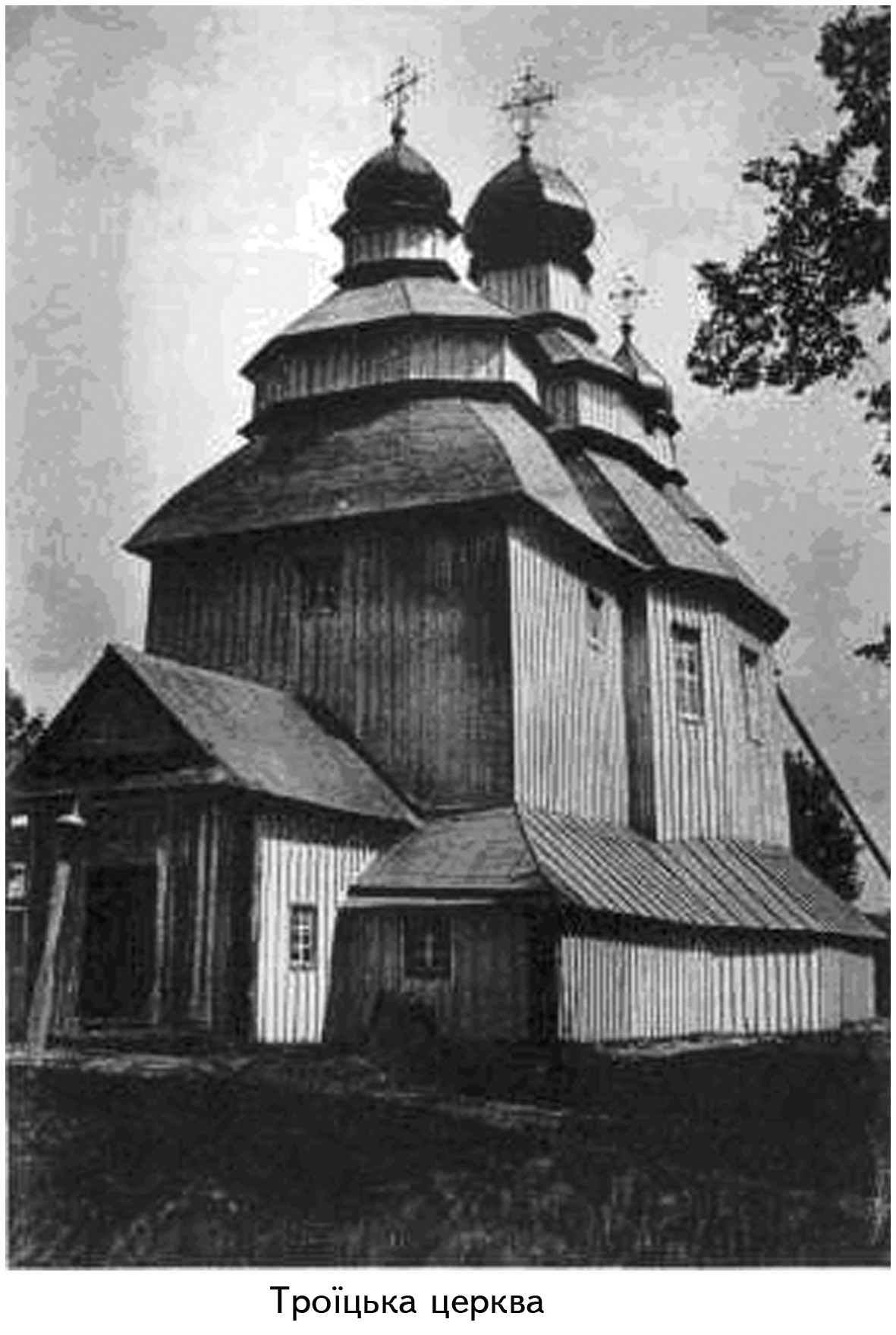
Троїцька церква в Полонному (1904 р.)

Першою культовою спорудою міста, про яку дійшли писемні згадки, був православний монастир часів Галицько-Волинської держави Данила Галицького. В XVI ст. в місті були збудовані православні церкви. 
У другій половині XVIII ст. рабинами юдейської общини міста були Арьє Ієгуда-Лейб а згодом Яків Йосип га-Коген, один зі стовпів хасидизму.
На початок XX ст. в Полонному функціонувало 9 православних церков та каплиць, костел, синагога, проте майже всі релігійні споруди були знищені окупаційною більшовицькою владою ще у 30-х роках. На 1991 рік в місті діяли лише костел та дві православні церкви. Зараз більшість мешканців міста ідентифікують себе з православними християнами, проте в Полонному також багато римо-католиків та протестантів, греко-католиків, свідків Єгови. (2021).
- Полонне є центром Полонського деканату (благочиння) Хмельницької єпархії Православної церкви України, найбільш чисельної релігійної структури на території Полонської міської територіальної громади. Головний собор благочиння - церква Святої Трійці ПЦУ.Докладніше: Троїцька церква (Полонне)
  - Діє також Покровська церква[19]
- Церква Успіння Пресвятої Богородиці Хмельницького деканату УГКЦ.

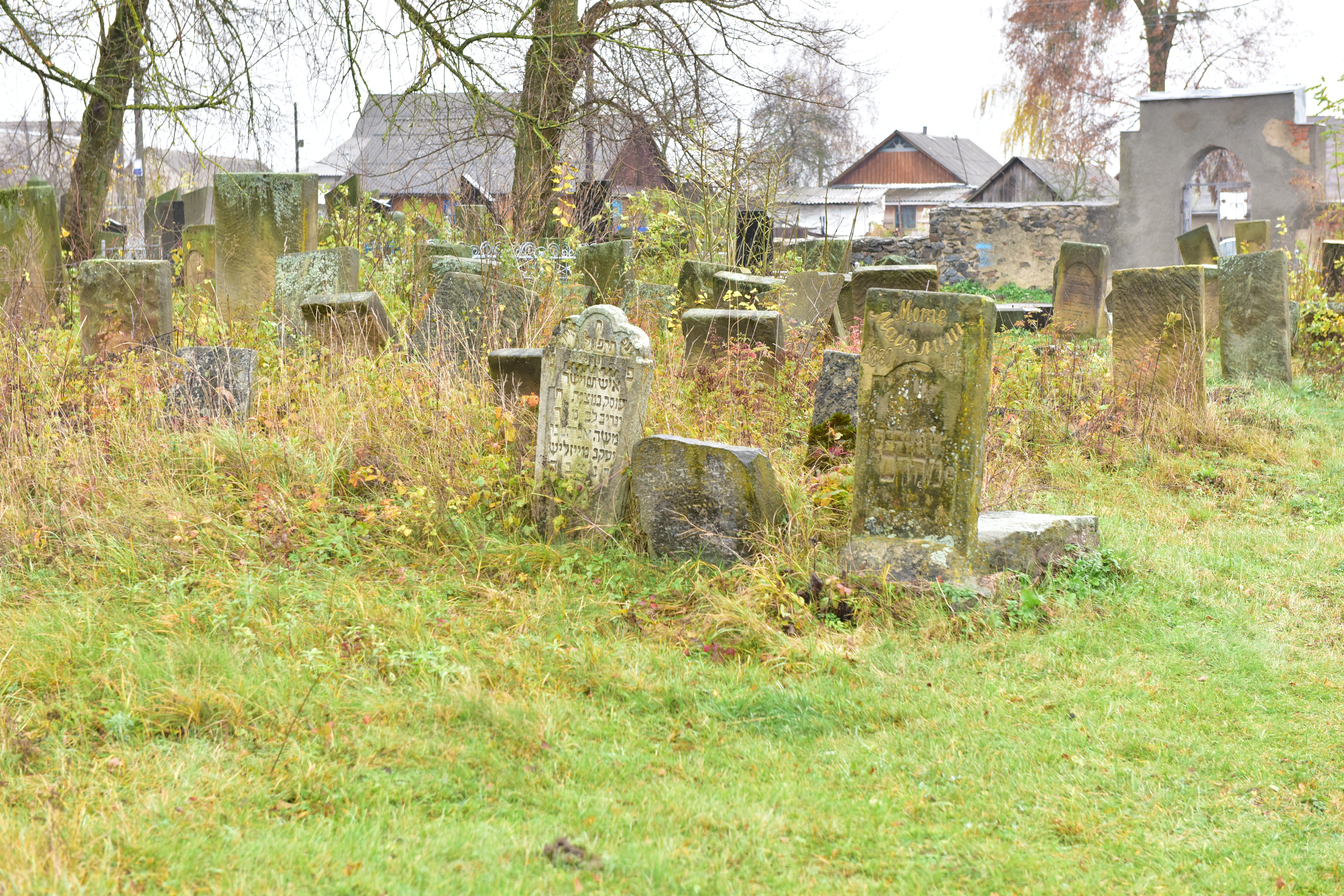
Єврейське кладовище у Полонному

- Місто є центром Полонського благочиння Шепетівської єпархії УПЦ МП, якому в межах міста підпорядковуються дві парафії.
  - Преображенська церква
- Полонне є центром Полонського деканату Кам'янець-Подільської дієцезії РКЦ. Зараз діє парафія Святої Анни.
- Досить широко представлені протестантські деномінації. У місті є громади п'ятидесятників, адвентистів, баптистів, Свідків Єгови. Всі вони мають власні приміщення для забезпечення потреб віруючих.

## Пам'ятки архітектури, об'єкти туризму

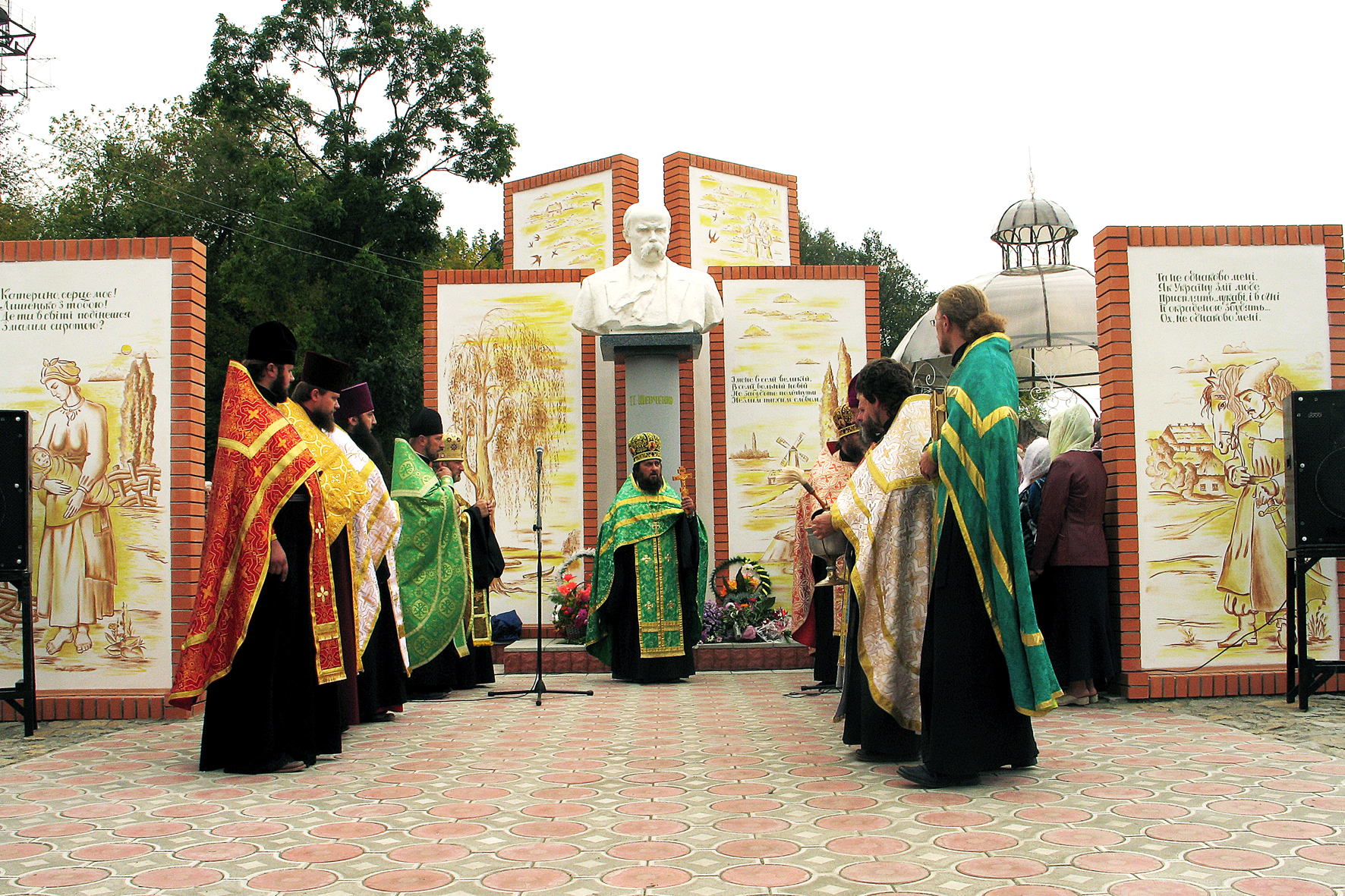
Освячення пам'ятника Тарасу Шевченку в Полонному

- Земляний вал давньоруського городища, XII—XIII ст.
- Козацька могила, XVII ст.
- Римо-католицький костел Святої Анни, 1607 p.
- Покровська церква 1720 p.
- Троїцька церква, відома з 1734 року, зруйнована в 1930 рр., відбудована в 2019 р.
- Полонський парк — пам'ятка садово-паркової архітектури XIX ст. загальнодержавного значення
- Кам'яні склепи цадиків-хасидів на єврейському цвинтарі, XVIII ст.
- Каплиця-склеп родини Карвіцьких на польському кладовищі, XIX ст.
- Поховання старців
- Водяний млин і склади в районі Гамарні, XIX ст.
- Комплекс водяного млина по вул. Лесі Українки, 1901 p.
- Будинок, у якому мешкала українська поетеса Леся Українка, вул. Академіка Герасимчука, 148
- Пам'ятний знак жертвам Голодомору.
- Будинок редакції районної газети, колишня контора полонських млинів Дунін-Карвіцьких, 1910 p.
- Музей полонської порцеляни, вул. Лесі Українки РБК

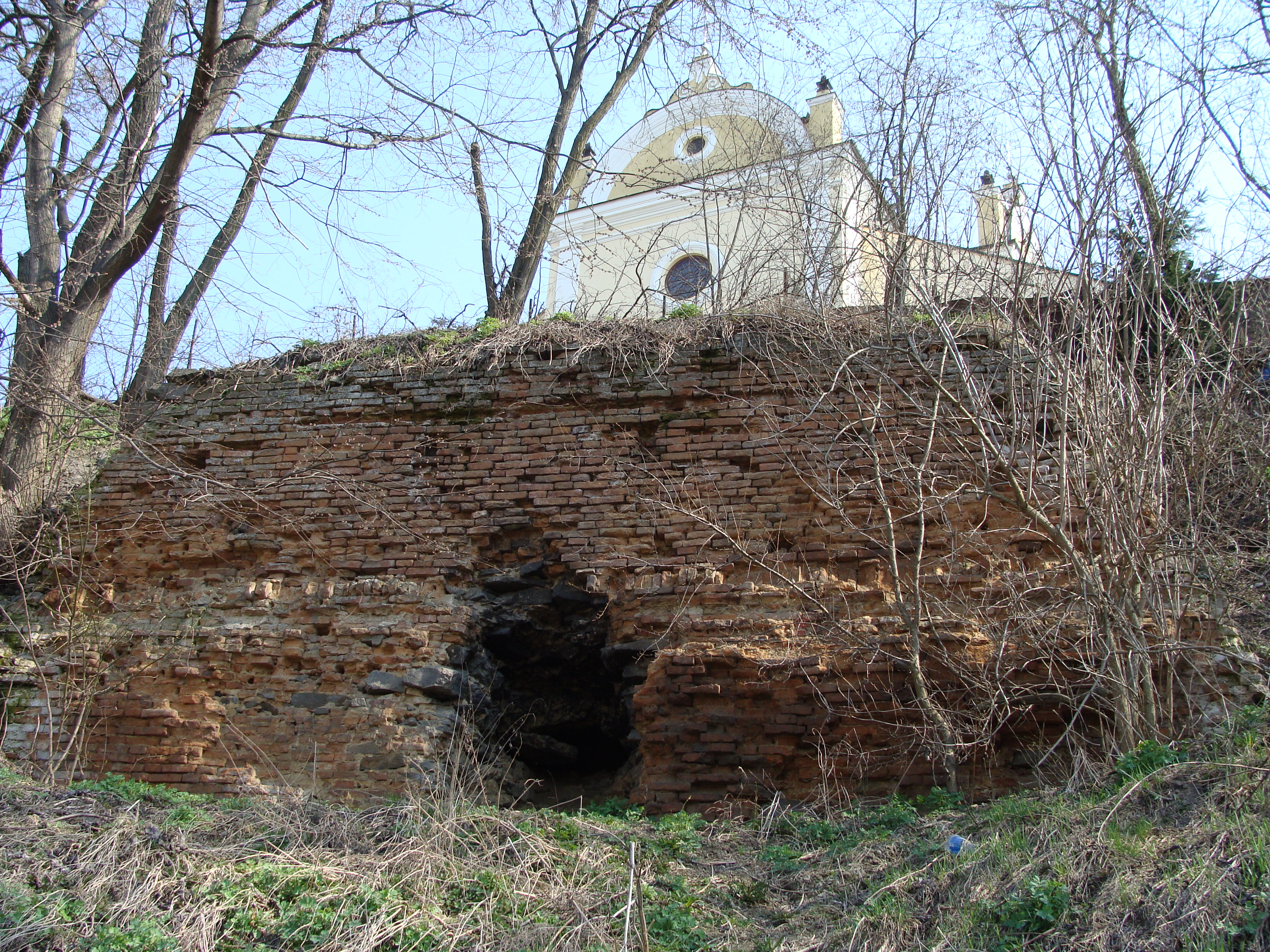
Залишок Полонської фортеці XII—XIII ст.
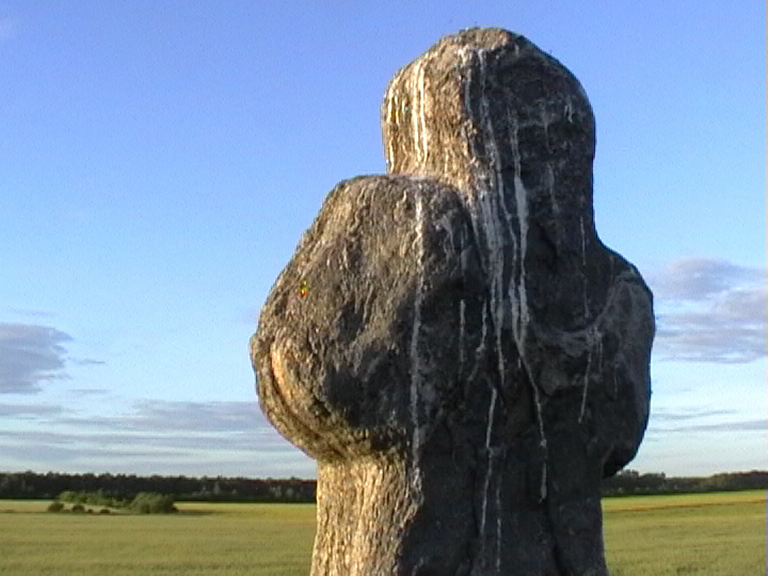
Козацький хрест, XVII ст.
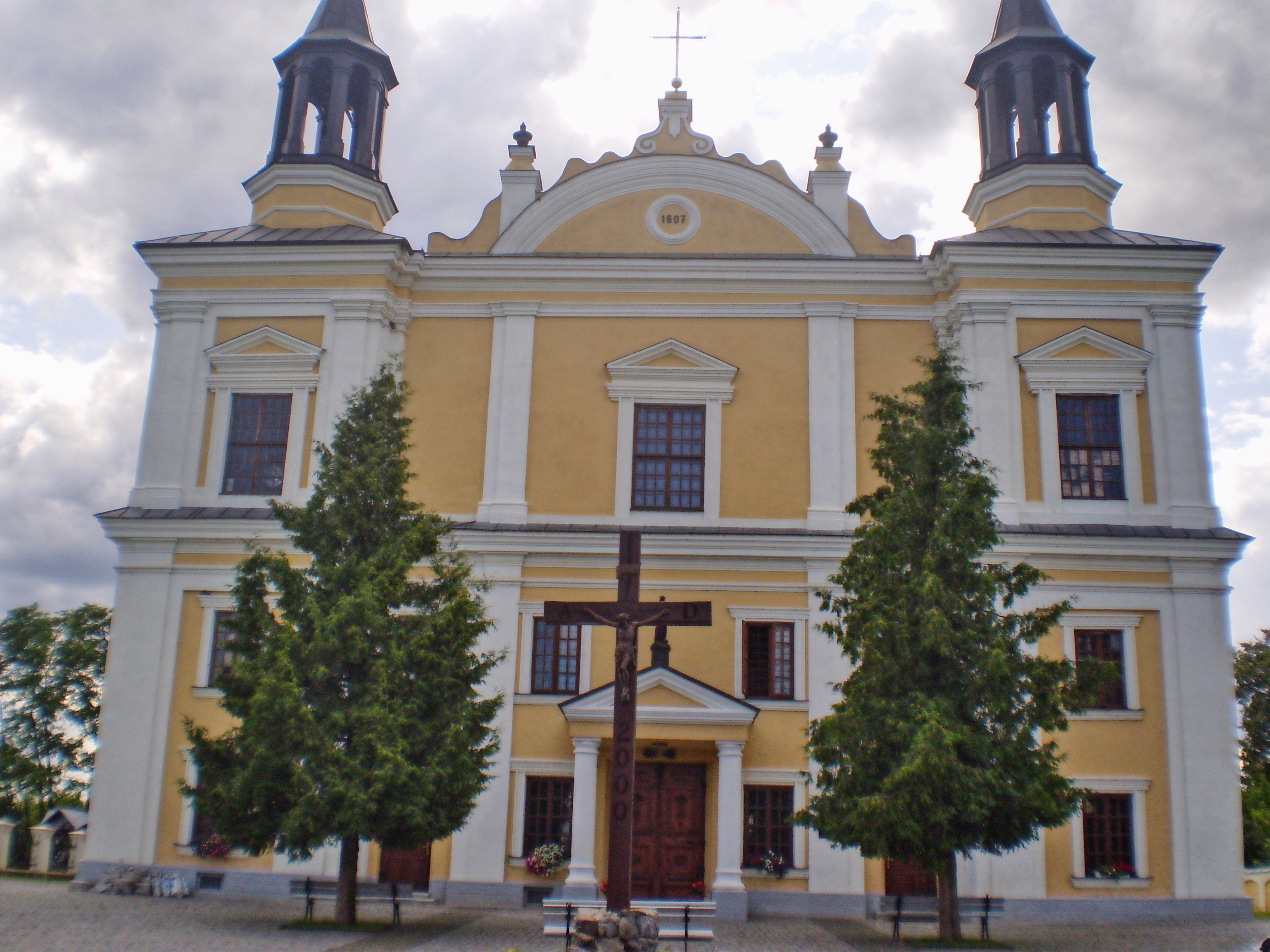
Костел Святої Анни
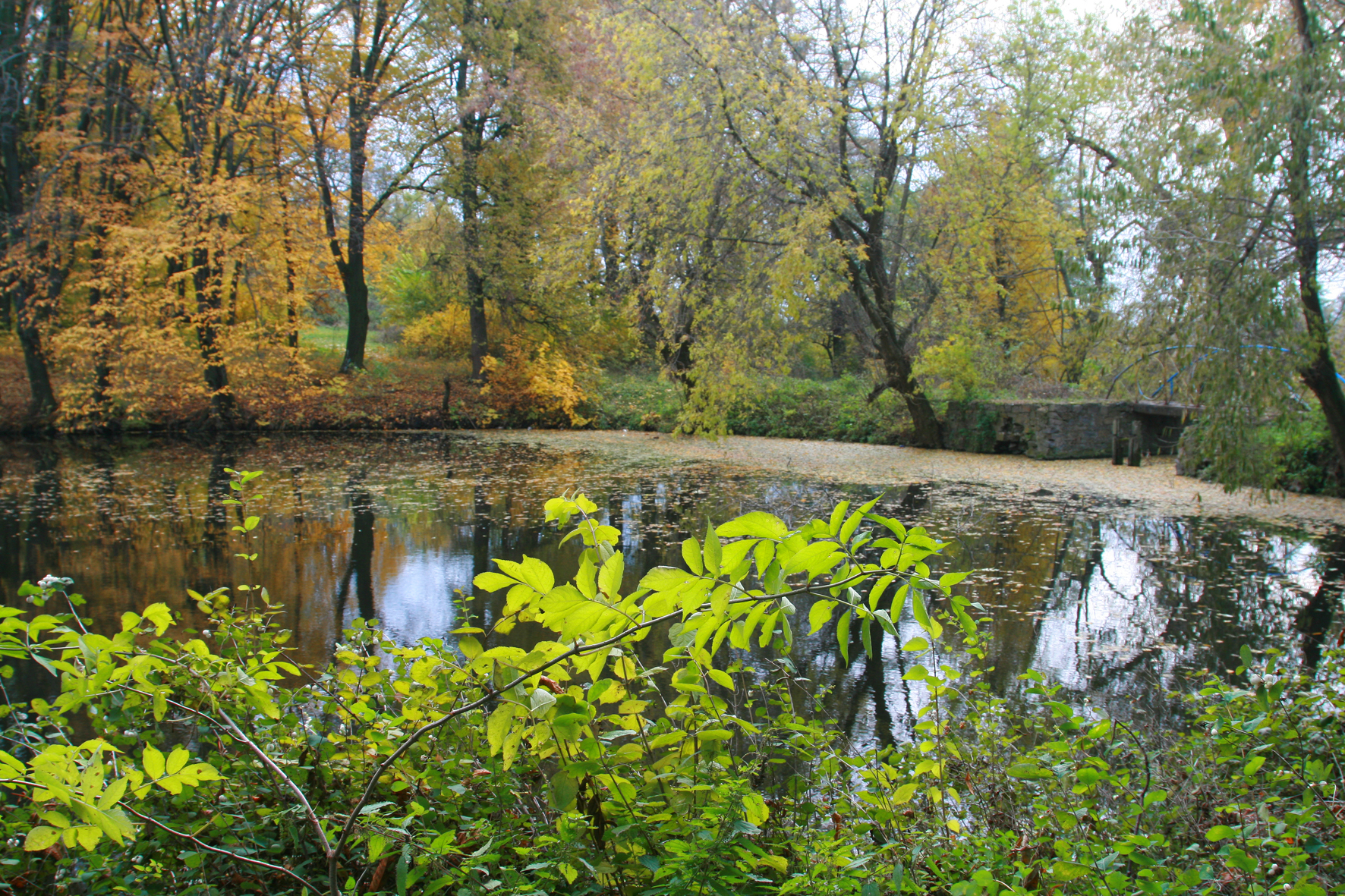
Полонський парк
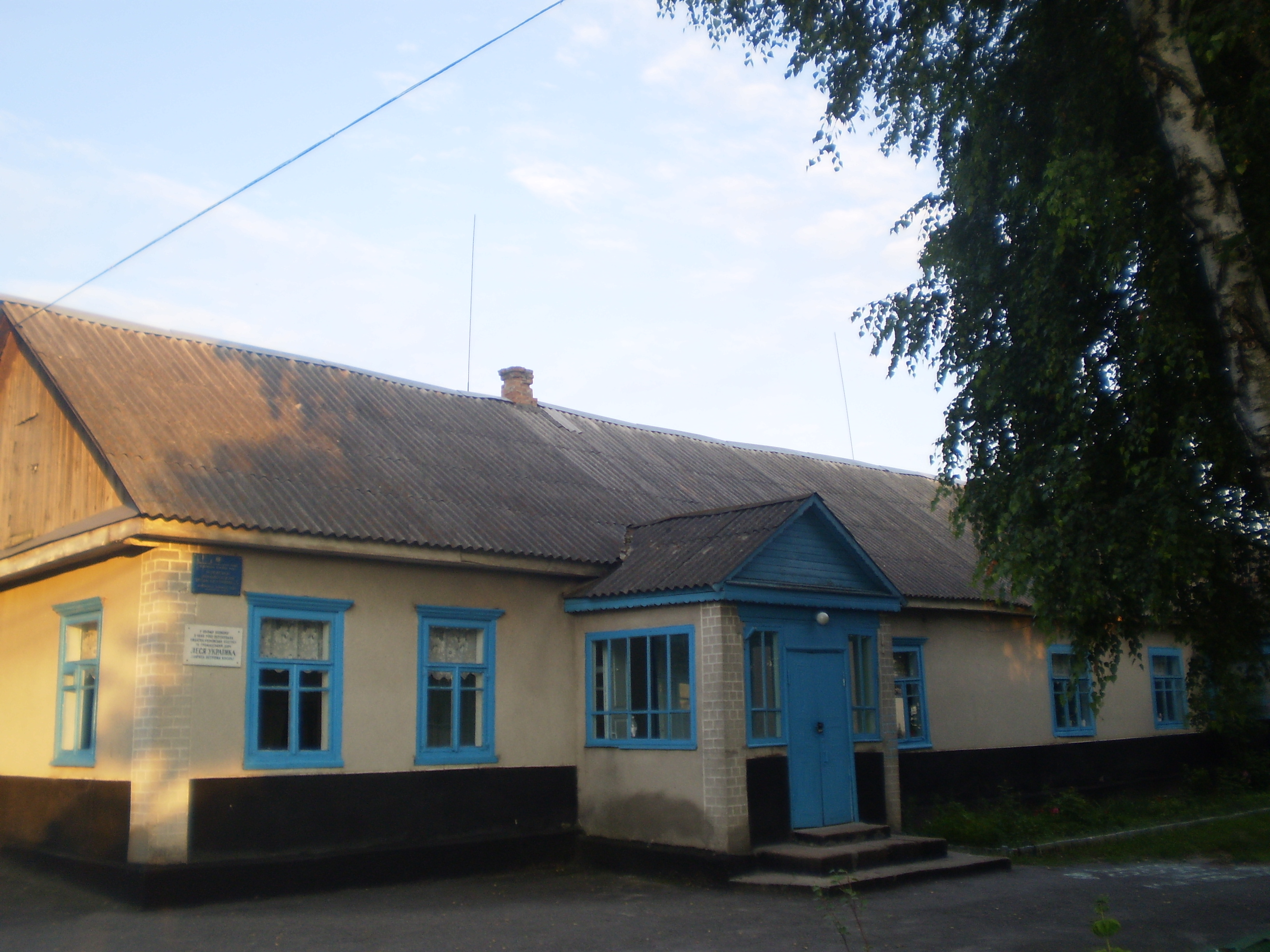
Будинок, у якому мешкала Леся Українка
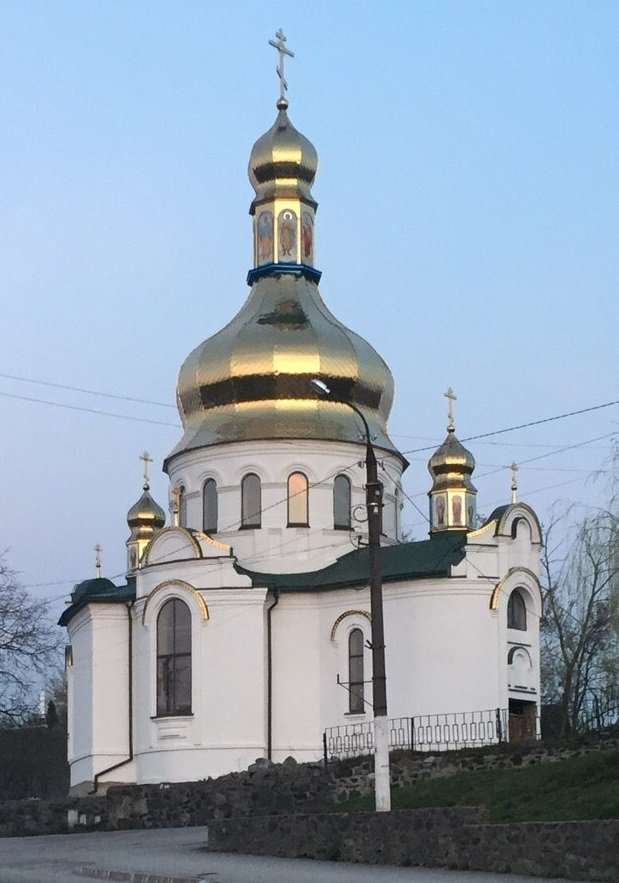
Троїцька церква
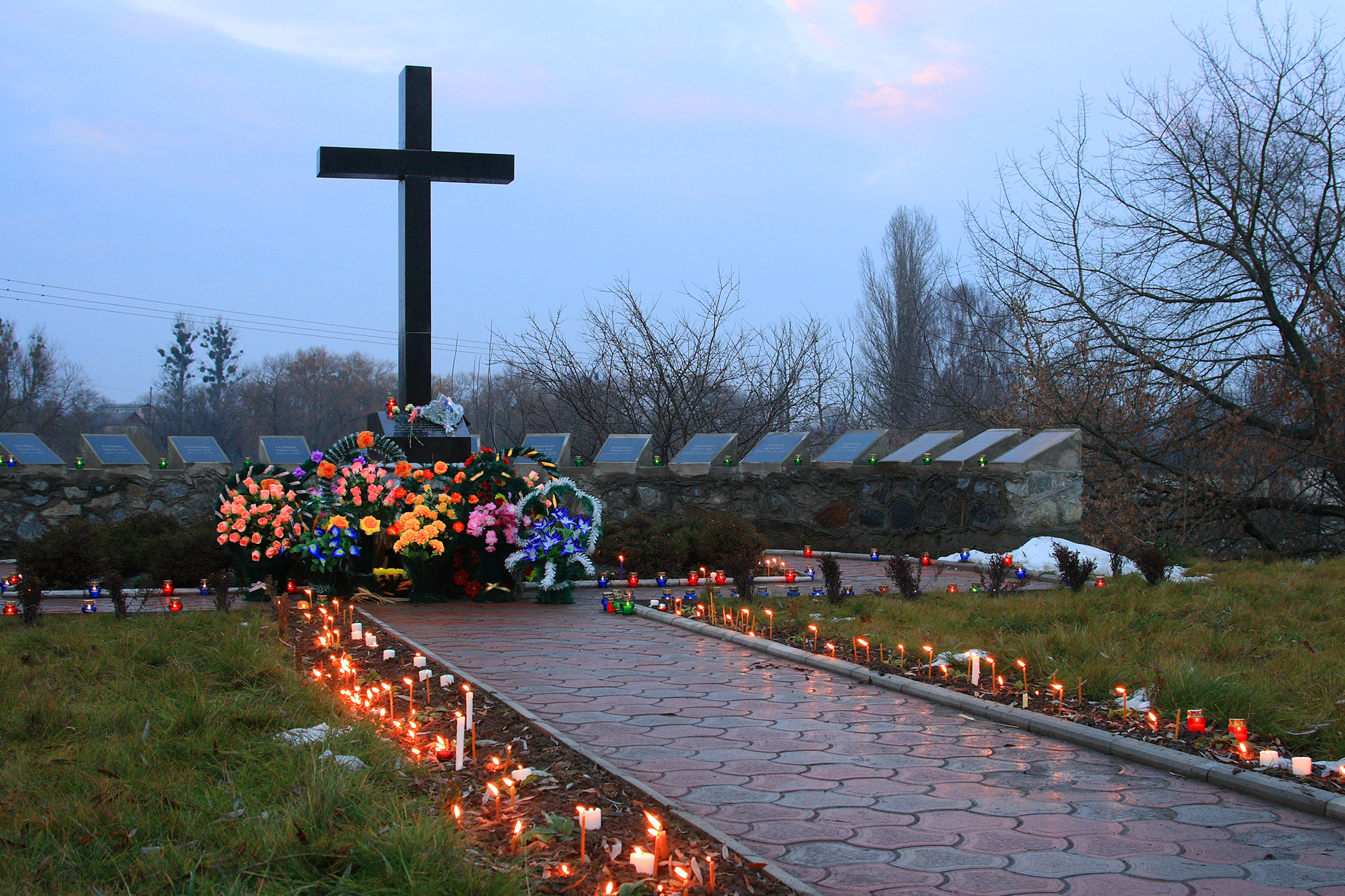
Пам'ятний знак жертвам Голодомору в Полонному
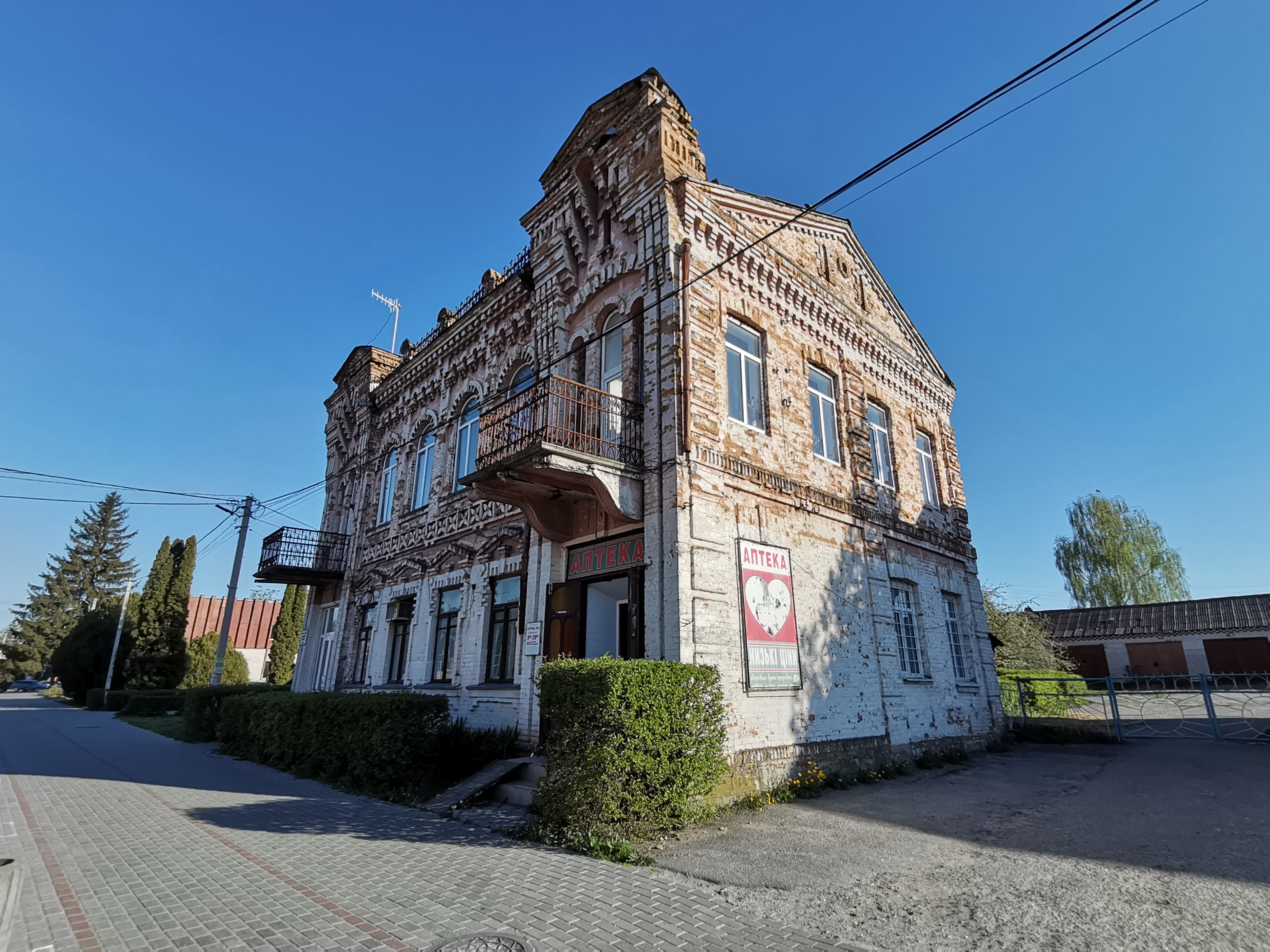
Колишня контора Полонських млинів

## Цікаві факти

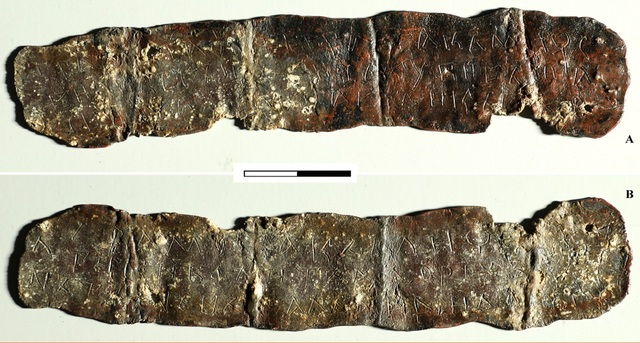
Полонська свинцева грамота. Знахідка містить текст з обох сторін пластини, і починається зі слова Грамота

У 2021 році була знайдена єдина на теренах України давньоруська свинцева грамота – зразок давньої писемності, саме розмовної мови, не пов’язаної з книжковою традицією. Написана у часовому проміжку між 1140 та 1180 роками і містить 2 грамоти - «ГРАМОТА ВІД ХИТРА» і «ГРАМОТА ДО МІЧА».

## Відомі люди
- Місто неодноразово відвідувала поетеса Леся Українка. Тут проживав рідний брат її батька Григорій Антонович Косач (у 1888 служив судовим приставом в Звягелі. З 1890 по 1900 служив мировим посередником у Полонному. Був членом церковно-приходського попечительства з будівництва Хрестоводвиженської церкви в Полонному. З 1900 року, після виходу на пенсію оселився в Києві). В 1893 році його будинок у Полонному відвідувала Леся Українка[21]. На цьому будинку (тепер це приміщення ЗОШ I—II ступенів № 5) встановлено меморіальну дошку, присвячену Лесі Українці). Центральна вулиця міста носить ім'я Лесі Українки, поруч зведено її пам'ятник ;
- Драгоманов Михайло Петрович — український публіцист, історик, філософ, економіст, літературознавець, фольклорист, громадський діяч. Гостював у Григорія Косача;
- Під час подорожі по Поділлю і Волині проїжджав через Полонне у 1845 році Тарас Шевченко;
- Лео Мол (справжнє ім'я: Леонід Молодожанин) (Полонному, 15 січня 1915 — 4 липня 2009, Вінніпег, Канада) — канадський скульптор українського походження, живописець. Академік Королівської Канадської Академії мистецтв. З 1948 мешкав у місті Вінніпег, Канада;
- Чорновіл В'ячеслав Максимович — український політик, публіцист, політичний в'язень СРСР. Герой України (2000, посмертно). На фасаді міського Будинку Культури встановлено меморіальну дошку на його честь;
- Яків Йосип Коген (Яків Йосип з Полонного[en][22]; 1710 — 1784) — хасидський цадик, рабин, учень Баал-Шем-Това, першим письмово описав вчення хасидизму;
- Шмуель Мікуніс (Самуїл Мікуніс; 10 серпня 1903, Полонне — 20 травня 1982, Тель Авів) — ізраїльський лівий політичний діяч;
- Сибіряков Лев Михайлович (справжнє ім'я Лейб Моїсейович Співак; 1870, Полонне — 1938 Варшава) — оперний співак (бас), професор Варшавської консерваторії;
- Перец Давидович Маркіш (25 листопада (7 грудня) 1895, Полонне, Волинська губернія, Російська імперія — 12 серпня 1952, Москва, Російська РФСР) — єврейський, радянський поет, прозаїк і драматург[23];
- Сікорська Галина Федорівна (1928—2001) — Герой Соціалістичної Праці;
- Степова Валентина Анатоліївна, народна артистка України, солістка Національної та Віденської опери;
- Лесик Олександр Володимирович — український архітектор, художник, педагог, доктор архітектури;
- Герасимчук Володимир Опанасович — академік Транспортної академії України;
- Вітковський Петро Вацлавович — Заслужений будівельник України, Почесний дорожник, Почесний громадянин м. Полонного;
- Бобрівник Леонід Дем'янович — доктор технічних наук;
- Галатюк Олександр Євстафійович (1958) — доктор ветеринарних наук, професор;
- Дем'янчук Іван Лук'янович — доктор історичних наук;
- Гончаренко Микола Купріянович (нар.1918 — †1943) і Курачицький Володимир Васильович (нар.1913 — †1997) — Герої Радянського Союзу.
- Галина Миколаївна Яремчук — художник, ілюстратор низки романів Івана Єфремова — Таїс Афінська, «Лезо бритви» та інших[24].
- У Полонному похований Остапчук Василь Васильович (1977—2015) — солдат Збройних сил України, учасник війни на сході України.
- Сливка Мирослав Миколайович (1990—2018) — старший солдат, Національна гвардія України, загинув при виконанні бойових обов'язків, під час війни на сході України, поблизу селища Верхньоторецьке[25][26]
- У Полонному похований Свінціцький Максим Олександрович (1995—2018) — лейтенант ЗСУ, учасник війни на сході, загинув при виконанні обов'язків військової служби.[27][28]
- Коберський Людвіг Вацлавович (1950—2014) — радянський та український військовик.
- Іссак Володимирович Соболь (псевдонім Олександр Соболєв; 6 листопада 1915, Полонне Новоград-Волинського повіту Волинської губернії — 6 вересня 1986, Москва) радянський поет, прозаїк, журналіст, автор віршу «Бухенвальдський набат», покладеного на музику (1958)
- У Полонному після закінчення інституту (1972 рік) учителем історії та суспільствознавства середньої школи № 3 працював український історик і краєзнавець Геннадій Бондаренко.
- У місті пройшло дитинство відомого українського спортивного журналіста В'ячеслава Дмитровича Кульчицького, який понад трьох десятків років вважається одним із провідних фахівців у висвітленні футболу. За підсумками референдуму, проведеного Асоціацією спортивних журналістів України (АСЖУ), його було нагороджено почесним призом «Золоте перо»-2013.
- Скоропадський Олександр Петрович (1986—2023) — солдат Збройних сил України, учасник російсько-української війни.
- [29] Поліщук Олег Володимирович народився в м.Полонному Хмельницької області 25.08.1994. Загинув 29.08.2022 під час виконання бойового завдання в Херсонській області

## Згадки в літературі
Микола Гоголь писав у своїй повісті «Тарас Бульба» про Полонне як про місце, де козаки розгромили поляків і уклали з ними мирну угоду. Також місто Полонне та Полонний замок згадують в історичному оповіданні Пантелеймона Куліша «Січові гості» як резиденції князя Любомирського та як один з опорних пунктів у боротьбі поляків та їхніх прибічників проти гайдамаків.

## Виноски
1. 1 2  Статистичний збірник «Чисельність наявного населення України» на 1 січня 2022 року (PDF)
2. ↑  Словарь народных географических терминов. Мурзаев Э. М. Архів оригіналу за 14 січня 2010. Процитовано 31 грудня 2010.
3. ↑  Wojtkowiak Z. Ostrogski Konstanty Iwanowicz książę (ok. 1460—1530) // Polski Słownik Biograficzny. Wrocław — Warszawa — Kraków — Gdańsk : Zakład Narodowy Imienia Ossolińskich, Wydawnictwo Polskiej Akademii Nauk, 1979. — T. XXIV/3, zeszyt 102. — S. 488. (пол.)
4. ↑  Хронологія Полонщини. Архів оригіналу за 13 квітня 2014. Процитовано 17 липня 2013.
5. ↑  Городиський Л., Зінчишин І. Мандрівка по Теребовлі і Теребовлянщині: Історичний нарис-путівник. — Львів: Каменяр, 1998. — іл. — С. 86. — ISBN 966-7255-01-8.
6. ↑  Konopczyński W. Czaplic Celestyn, h. Kierdeja (1723—1804) // Polski Słownik Biograficzny. — Kraków, 1938. — T. IV/2, zeszyt 17. — S. 167. (пол.)
7. ↑  Lubomirscy (01) [Архівовано 25 травня 2015 у Wayback Machine.] (пол.) [недоступне посилання]
8. ↑  Полонне. Геоінформаційна система місць «Голодомор 1932—1933 років в Україні». Український інститут національної пам'яті. Процитовано 18 червня 2020.{{cite web}}:  Обслуговування CS1: Сторінки з параметром url-status, але без параметра archive-url (посилання)
9. ↑  Відомості Верховної Ради СРСР. — 1938. — № 21. — 15 грудня. — С. 4.
10. ↑  СССР: Административно-территориальное деление союзных республик / Ред. и предисл.: П. В. Туманов. — Доп. к 1-му изд. (Изменения 1.10.1938 – 1.03.1939). — М. : Изд. «Ведомости Верховного Совета РСФСР», 1939. — С. 80.(рос.)
11. ↑  Рішення сесій | Виконавчий комітет Полонської міської ради об'єднаної територіальної громади Хмельницька область, Шепетівський район. pol-otg.gov.ua (укр.). Процитовано 21 серпня 2021.
12. ↑  Архівована копія. Архів оригіналу за 24 серпня 2018. Процитовано 24 серпня 2018.{{cite web}}:  Обслуговування CS1: Сторінки з текстом «archived copy» як значення параметру title (посилання)
13. ↑  Вулиць «Умивальна» і «Йонна Павла ІІ» в Полонному, можливо, не буде. Архів оригіналу за 24 серпня 2018. Процитовано 24 серпня 2018.
14. ↑  Державний комітет статистики України. Чисельність наявного населення України на 1 січня 2011 року, Київ-2011 (doc). Архів оригіналу за 10 жовтня 2012. Процитовано 20 жовтня 2011.
15. ↑  Національний склад міст України за переписом 2001 року — datatowel.in.ua
16. ↑  Рідні мови в об'єднаних територіальних громадах України — Український центр суспільних даних
17. ↑  Музей двох заводів
18. ↑  Дерев'яні церкви Полонного
19. ↑  Хитр, Міч, Гирл і Дорож: Таємниця давньоруської свинцевої грамоти з Полонного
20. ↑  Її надихала Хмельниччина
21. ↑  Яаков Йосеф бен Цви ha-Коhен Кац из Полонного. bakkal.kulichki.com. Процитовано 29 грудня 2019.
22. ↑  Єврейський поет та письменник Перец Давидович Маркіш (1895 – 1952) | Національна бібліотека України імені В. І. Вернадського. nbuv.gov.ua. Процитовано 29 грудня 2019.
23. ↑  Ілюстрації Галини Яремчук до книг І. А. Єфремова
24. ↑  Завтра на Хмельниччині попрощаються із загиблим у зоні АТО воїном батальйону імені генерала Кульчицького Мирославом Сливкою матеріал інтернет-порталу Цензор.нет , 29 січня 2018 р.
25. ↑  Із загиблим у зоні АТО воїном батальйону імені генерала Кульчицького Мирославом Сливкою попрощалися на Хмельниччині матеріал інтернет-порталу Цензор.нет , 30 січня 2018 р.
26. ↑  Книга пам'яті загиблих. memorybook.org.ua. Процитовано 19 листопада 2018.
27. ↑  Rbc.ua. "Єдина і довгоочікувана дитина у батьків": молодий офіцер загинув по дорозі на передову. РБК-Украина (укр.). Процитовано 19 листопада 2018.
28. ↑  У Полонне на щиті повертаються двоє Героїв